# Endwell (grup musical)
Endwell és un grup estatunidenc de hardcore melòdic format a Queens el 2003. Ha publicat un EP independent, un àlbum amb Victory Records, i un EP i dos àlbums amb Mediaskare Records.
El 2011 va publicar el seu darrer treball titulat Punishment, que barreja black metal i hardcore punk. Després de la seva última gira europea, Matt Rogers va deixar Endwell i es va unir a Deez Nuts i, al seu torn, Mike Sciulara i Pieter VanDenBerg es van convertir en membres permanents de This Is Hell, romanent a la banda sols els dos membres principals, el vocalista Sean Murphy i el guitarrista Danny Pupplo.

## Discografia
Àlbums d'estudi
- Homeland Insecurity (2006)
- Consequences (2009)
- Punishment (2011)

EP
- The Missing Pieces (2005)
- Revenge is a Healthy Motive (2008)